# Törtkül-Stausee
Der Törtkül-Stausee oder Törtgül-Stausee (kirgisisch Төртгүл / Төрткүл суу сактагычы) ist ein Stausee am Fluss Ak-Suu im Rajon Batken im Oblus Batken in Kirgisistan nahe der Grenze zu Tadschikistan.
Der Stausee verfügt über zwei Abflusskanäle, von denen einer in den Rajon Batken fließt und der andere das Wasser in die Isfara leitet. Der Stausee hat eine maximale Oberfläche von 6,67 Quadratkilometern und ein ungefähres Volumen von 0,09 Kubikkilometern.
Der Stausee wurde ab 1971 oder 1972 errichtet und 1975 in Betrieb genommen. Der Stausee wurde 1968 vom sowjetischen Wasserplanungsinstitut und dem kirgisischen Wasserplanungsinstitut entworfen. Im folgenden Jahr wurde sein Betrieb durch das Ministerium für Wasserressourcen der UdSSR genehmigt. Aufgrund seiner Rolle bei der Regulierung des Wassers der Isfara war der Stausee seit seiner Fertigstellung Gegenstand von Wasserstreitigkeiten zwischen Kirgisistan, Tadschikistan und Usbekistan.